# Zmartwychwstanie (film 2001)
Zmartwychstanie (wł. Resurrezione) – włoski dramat psychologiczny z 2001 roku w reżyserii Paola i Vittoria Tavianich. Adaptacja powieści pod tym samym tytułem autorstwa Lwa Tołstoja. Film zdobył główną nagrodę Złotego Św. Jerzego na MFF w Moskwie.

## Fabuła
Carska Rosja, II połowa XIX wieku. Książę Dymitr Niechludow zasiada jako ławnik w procesie prostytutki Katiuszy Masłowej, oskarżonej o kradzież i morderstwo. Ze zdumieniem rozpoznaje w niej dziewczynę, którą przed laty uwiódł i porzucił. Dręczony wyrzutami sumienia robi wszystko, aby ją uratować.

## Obsada
- Stefania Rocca : Katarzyna Masłowa
- Timothy Peach : Dymitr Niechludow
- Marie Bäumer : Missy
- Cécile Bois : Mariette
- Eva Christian : Agryfina
- Marina Vlady: księżna
- Giulio Scarpati: Simonson
- Antonella Ponziani: Vera